# Miriam Lichtheim
Miriam Lichtheim, née le 3 mai 1914 à Constantinople et morte le 27 mars 2004 à Jérusalem, est une traductrice de textes écrits en égyptien ancien.

## Biographie
Dans les années 1930, elle a étudié sous la direction de Hans Jakob Polotsky à l'université hébraïque de Jérusalem. En 1941, elle part étudier aux États-Unis où elle obtient un doctorat d'égyptologie à l'université de Chicago. Elle travaille comme bibliothécaire universitaire à l'université Yale puis en tant que conférencière spécialisée dans le Moyen-Orient à l'université de Californie (Los Angeles) jusqu'à sa retraite en 1974. En 1982, elle revient en Israël où elle enseigne à l'université hébraïque.

## Œuvres
En 1973, elle publie le premier volume de Ancient Egyptian Literature (Littérature de l'Égypte antique) comprenant des traductions annotées de textes de l'Ancien Empire (-2700 à -2200) et du Moyen Empire (-2033 à -1786). Dans cette œuvre, elle décrit la genèse et l'évolution des différents genres littéraires en Égypte, en se basant sur les ostraca, les inscriptions gravées dans la pierre et les textes des papyrus. En 1976 paru le second volume de Ancient Egyptian Literature contenant des textes du Nouvel Empire (-1550 à -1080) suivi en 1980 d'un troisième volume traitant de la littérature du premier millénaire avant notre ère.

### Publications
- Coptic Ostraca from Medinet Habu, Ed. University of Chicago Press, 1952 (à partir des transcriptions d'Elizabeth Stefanski)
- Ancient Egypt: A survey of current historiography, Ed. The American Historical Review, 1963
- Ancient Egyptian Literature, Ed. University of California Press, 1973 (réédité en 2006)  (ISBN 9780520248427)
- Late Egyptian Wisdom Literature in the International Context, Ed. Universitätsverlag, 1983  (ISBN 372780291X)
- Ancient Egyptian autobiographies chiefly of the Middle Kingdom: A study and an anthology, Ed. Universitätsverlag, 1988  (ISBN 3727805943)
- Maat in Egyptian Autobiographies and Related Studies, Ed. Universitätsverlag, 1992  (ISBN 3727808462)
- Moral Values in Ancient Egypt, Ed. University Press, 1997  (ISBN 3727811382)
- Telling it Briefly: A Memoir of My Life, Ed. University Press Fribourg, 1999  (ISBN 3727812486)